# 44. Turniej Czterech Skoczni
44. Turniej Czterech Skoczni był częścią Pucharu Świata w skokach narciarskich w sezonie 1995/1996. Rozgrywany był od 30 grudnia 1995 do 6 stycznia 1996.
Turniej wygrał Niemiec Jens Weißflog.

## Oberstdorf
Data: 30 grudnia 1995

Państwo:  Niemcy

Skocznia: Schattenbergschanze

### Wyniki konkursu
| Poz. | Imię i nazwisko          | Narodowość | Punkty |
| ---- | ------------------------ | ---------- | ------ |
| 1.   | Mika Laitinen            | Finlandia  | 247,9  |
| 2.   | Jens Weißflog            | Niemcy     | 244,2  |
| 3.   | Masahiko Harada          | Japonia    | 236,4  |
| 4.   | Eirik Halvorsen          | Norwegia   | 227,3  |
| 5.   | Ari-Pekka Nikkola        | Finlandia  | 221,1  |
| 6.   | Janne Ahonen             | Finlandia  | 215,7  |
| 7.   | Christof Duffner         | Niemcy     | 214,2  |
| 8.   | Hiroya Saitō             | Japonia    | 213,4  |
| 8.   | Jani Soininen            | Finlandia  | 213,4  |
| 10.  | Reinhard Schwarzenberger | Austria    | 213,3  |

## Garmisch-Partenkirchen
Data: 1 stycznia 1996

Państwo:  Niemcy

Skocznia: Große Olympiaschanze

### Wyniki konkursu
| Poz. | Imię i nazwisko          | Narodowość | Punkty |
| ---- | ------------------------ | ---------- | ------ |
| 1.   | Reinhard Schwarzenberger | Austria    | 228,6  |
| 2.   | Espen Bredesen           | Norwegia   | 227,3  |
| 3.   | Jens Weißflog            | Niemcy     | 226,0  |
| 4.   | Andreas Goldberger       | Austria    | 225,9  |
| 5.   | Janne Ahonen             | Finlandia  | 224,4  |
| 6.   | Ari-Pekka Nikkola        | Finlandia  | 224,1  |
| 7.   | Jin’ya Nishikata         | Japonia    | 223,8  |
| 8.   | Eirik Halvorsen          | Norwegia   | 222,0  |
| 9.   | Martin Höllwarth         | Austria    | 221,7  |
| 10.  | Masahiko Harada          | Japonia    | 221,6  |

## Innsbruck
Data: 4 stycznia 1996

Państwo:  Austria

Skocznia: Bergisel

### Wyniki konkursu
| Poz. | Imię i nazwisko    | Narodowość | Punkty |
| ---- | ------------------ | ---------- | ------ |
| 1.   | Andreas Goldberger | Austria    | 238,8  |
| 2.   | Jens Weißflog      | Niemcy     | 230,9  |
| 3.   | Hiroya Saitō       | Japonia    | 229,5  |
| 4.   | Jin’ya Nishikata   | Japonia    | 228,8  |
| 5.   | Ari-Pekka Nikkola  | Finlandia  | 228,6  |
| 6.   | Christof Duffner   | Niemcy     | 226,3  |
| 7.   | Jani Soininen      | Finlandia  | 217,8  |
| 8.   | Primož Peterka     | Słowenia   | 216,9  |
| 9.   | Noriaki Kasai      | Japonia    | 216,8  |
| 10.  | Espen Bredesen     | Norwegia   | 215,9  |

## Bischofshofen
Data: 6 stycznia 1996

Państwo:  Austria

Skocznia: Paul-Ausserleitner-Schanze

### Wyniki konkursu
| Poz. | Imię i nazwisko          | Narodowość | Punkty |
| ---- | ------------------------ | ---------- | ------ |
| 1.   | Jens Weißflog            | Niemcy     | 251,2  |
| 2.   | Espen Bredesen           | Norwegia   | 237,2  |
| 3.   | Ari-Pekka Nikkola        | Finlandia  | 235,9  |
| 4.   | Reinhard Schwarzenberger | Austria    | 226,1  |
| 5.   | Andreas Goldberger       | Austria    | 225,7  |
| 6.   | Kenji Suda               | Japonia    | 223,5  |
| 7.   | Janne Ahonen             | Finlandia  | 223,3  |
| 8.   | Hiroya Saitō             | Japonia    | 222,0  |
| 9.   | Primož Peterka           | Słowenia   | 218,7  |
| 10.  | Christof Duffner         | Niemcy     | 214,3  |

## Klasyfikacja generalna
| Poz. | Skoczek                  | Kraj      | Punkty |
| ---- | ------------------------ | --------- | ------ |
| 1.   | Jens Weißflog            | Niemcy    | 952,3  |
| 2.   | Ari-Pekka Nikkola        | Finlandia | 909,7  |
| 3.   | Reinhard Schwarzenberger | Austria   | 882,1  |
| 4.   | Hiroya Saitō             | Japonia   | 881,9  |
| 5.   | Christof Duffner         | Niemcy    | 872,9  |
| 6.   | Janne Ahonen             | Finlandia | 869,1  |
| 7.   | Andreas Goldberger       | Austria   | 859,6  |
| 8.   | Jin’ya Nishikata         | Japonia   | 845,2  |
| 9.   | Jani Soininen            | Finlandia | 841,1  |
| 10.  | Noriaki Kasai            | Japonia   | 838,9  |